# Südtiroler Kulturzentrum
Das Südtiroler Kulturzentrum (SK) war ein Verein, der 1975 gegründet wurde und sich bis zum Beginn der 1990er Jahre aktiv für die Förderung, Organisation und Verbreitung kultureller Tätigkeiten in Südtirol eingesetzt hat.

## Geschichte
Das Südtiroler Kulturzentrum wurde in Bozen 1975 gegründet. Gründungsmitglieder waren Irmtraud Mair, Hans Mayr, Antonie Naumann, Franz Pichler, Klaus Reider, Siegfried Stuffer und Renate Zonta.
Laut Statut waren die Ziele des Vereins die „Förderung, Organisation und Verbreitung kultureller Tätigkeiten, insbesondere auf folgenden Gebieten: Theater, Musik, Literatur, bildende Kunst, Film, Fotografie und Erwachsenenbildung in Südtirol“, die „Schaffung von geeigneten Einrichtungen“ sowie die „Übernahme bzw. Organisation bereits bestehender kultureller Initiativen oder Veranstaltungen aus dem Ausland oder aus dem restlichen Staatsgebiet“.
Die Gründung des Vereins war eine Reaktion auf den in Südtirol herrschenden Traditionalismus, welcher fortschrittlichen und systemkritischen Kulturschaffenden keinen Raum ließ und im Kunstbereich vor allem vom Südtiroler Künstlerbund und vom Südtiroler Kulturinstitut repräsentiert wurde. Infolge ihrer Heterogenität und organisatorischen Schwäche verfügte die Linke in Südtirol kaum über kulturelle Infrastrukturen. Trotzdem wuchs im Land das Bedürfnis nach einer kulturellen Alternative. Diesem Bedürfnis wollte das SK entsprechen, indem es als Dachorganisation für verschiedene kulturelle Initiativen linker oder systemkritischer Prägung diente und selber eine Reihe von Veranstaltungen (Theater, Ausstellungen, Konzerte) produzierte.

## Programmschwerpunkte

### 1975–1977
Die „Arbeitersinggruppe“ im SK setzte sich in ihren Liedern mit der kulturellen und politischen Situation in Südtirol auseinander, wobei insbesondere die Probleme der werktätigen Bevölkerung und der Kleinbauern im Vordergrund standen. Die Gruppe bildete mit ihren Liedern auch ein wichtiges Element in dem 1976 durch die Theatergruppe des SK aufgeführten Theaterstück Tyrol 1525: Szenen aus dem Bauernkrieg. Das Stück, das der Meraner Regisseur Franco Marini inszenierte, wurde an vielen Orten Südtirols aufgeführt.
1976 begann auch die Tätigkeit der Filmgruppe des SK, welche im Rahmen des „Filmforums“ in Bozen, Meran und Schlanders Autorenfilme zur Aufführung brachte.
Die Künstlergruppe im SK umfasste 14 Mitglieder. Die Siebdruckgruppe lieferte Plakate für kulturelle und politische Veranstaltungen und brachte auch in den folgenden Jahren regelmäßig einen Kalender heraus.
Eine Wanderausstellung unter dem Thema „Kultur und Tradition in Südtirol“ mit großflächigen Werken von Manfred Mureda, Peter Kaser, Franz Pichler u. a., die im Herbst 1977 auf öffentlichen Plätzen in Bozen, Meran und Brixen gezeigt wurde, fand allgemeine Beachtung.
Im Laufe des Jahres 1977 bildete sich innerhalb des SK eine Initiativgruppe für die Gründung einer Oppositionszeitung, welche dazu beitragen sollte, das Monopol der Tageszeitung Dolomiten zu brechen. Von Juni 1978 bis Februar 1981 erschien die Südtiroler Volkszeitung, in deren Redaktion auch Lorenz Gallmetzer maßgeblich mitarbeitete, alle vierzehn Tage.

### 1978–1980
Theaterinitiativen bildeten einen wichtigen Schwerpunkt in dieser Periode. Im Mai und Juni 1978 wurde in zehn Orten Südtirols sowie in Wien das Stück Sonnwendtag von Karl Schönherr aufgeführt. Auf Initiative der SK Ortsgruppe Schlanders erarbeitete die Jugend-Theatergruppe Vinschgau das Brecht-Stück Kleinbürgerhochzeit. 1979 spielte die Theatergruppe des SK das Stück Mensch Meier von Franz Xaver Kroetz und auf Einladung des SK kam es zu einer Aufführung der Proletenpassion durch die österreichische Folk-Politrock-Band Schmetterlinge in Bozen.
Wegen der Schwierigkeiten, in Bozen geeignete Räume für freie kulturelle Tätigkeiten zu angemessenen Preisen zu finden, gründeten im Sommer 1979 zwei Dutzend Vereine aus dem deutschen und italienischen Kulturkreis, darunter federführend auch das SK, den „Dachverband der Kulturvereine - Federazione delle Associazioni Culturali“ mit der „Absicht Räumlichkeiten zu finden und Strukturen für einen lebendigen Kulturbetrieb zu schaffen“.
Anfang Oktober 1979 besetzten Mitglieder des Dachverbands das leerstehende Gebäude der staatlichen Monopolverwaltung in Bozen mit der Forderung die gesamte Anlage dem Dachverband anzuvertrauen, der sich verpflichtete darin Räumlichkeiten für kulturelle Tätigkeiten zu schaffen. Es wurde umgehend ein detaillierter Restaurierungsplan ausgearbeitet und erste Adaptierungsarbeiten durchgeführt. Im gesamten Monat Oktober fanden in den Räumlichkeiten und auf dem Gelände kulturelle Veranstaltungen statt. Nach einem Monat friedlicher Besetzung wurde das Gelände des Tabakmonopols im Morgengrauen des 5. November unter großem Polizeiaufgebot gewaltsam geräumt und sofort mit den Abbrucharbeiten begonnen. Als Reaktion auf diesen Gewaltakt der Obrigkeit produzierte das SK unter der Regie von Götz Fritsch das Theaterstück Die Rundköpfe und die Spitzköpfe von Bert Brecht. Die ca. 100 Mitwirkenden aller drei Südtiroler Sprachgruppen sangen und sprachen dabei jeweils in ihrer Muttersprache und wollten dadurch ein Zeichen setzen gegen den vom damaligen Kulturlandesrat Anton Zelger geprägten Wahlspruch „Je klarer wir trennen, desto besser verstehen wir uns“.
Anfang Dezember 1980 brachte auf Einladung des SK die Innsbrucker Theatergruppe „Theater am Landhausplatz“ das Stück Was heißt hier Liebe von der Roten Grütze Berlin in Lana zur Aufführung. Anton Zelger setzte sich dafür ein, dass der Gruppe keine weiteren Aufführungsorte zur Verfügung gestellt wurden, und erstattete Strafanzeige gegen die Theatergruppe und die Veranstalter.
Im Dezember 1980 verstarb der langjährige Präsident des SK Christian Pardeller nach einem Autounfall.

### 1981–1988
Der Bildkalender des SK für das Jahr 1981 wurde im Gedenken an Christian Pardeller mit politischen Plakaten gestaltet, welche die Mitglieder der SK-Grafikgruppe im Laufe der Jahre entworfen hatten.
Die Ausstellung „Auch Südtirol 1981“, welche das SK zusammen mit der Gewerkschaft der Künstler im AGB/CGL organisierte und an der ca. 40 Kunstschaffende mit 250 Exponaten teilnahmen, wurde mit großem Erfolg in Meran, Brixen, Venedig und Wien gezeigt. Dieselben Organisatoren veranstalteten im Herbst 1982 die Ausstellung „Kunst im Pissoir“ im öffentlichen Pissoir am Bozner Siegesplatz, um auf die Unzulänglichkeiten im kulturellen Bereich hinzuweisen.
Mitglieder des SK beteiligten zu Beginn der 1980er Jahre auch aktiv an den Kundgebungen der Friedensbewegung und anlässlich des Kohlerer Friedensmarsches wurde im Juni 1983 auf dem Titschen die Friedenstaube, eine Installation der Sk-Künstlergruppe, eingeweiht. Es handelte sich dabei um eine Taube aus Holz auf einer 10 m hohen Säule, deren Flügel durch eine Wippe bewegt werden können.
Die Künstlergruppe im SK war auch in den folgenden Jahren z. B. in der Gruppe „Netzkunst“ und auf verschiedenen Ausstellungen in Südtirol und Italien aktiv, insgesamt flaute die Aktivität des Südtiroler Kulturzentrums in der zweiten Hälfte der 1980er Jahre langsam ab. Zuletzt konzentrierte sich die Tätigkeit vorwiegend auf die Veranstaltung von kreativen Aktivitäten für Grundschulkinder, welche ausdrücklich gleichermaßen an Kinder beider Sprachgruppen gerichtet waren und von Solveig Freericks-Pichler organisiert wurden.

## Dokumentation
Die Archiv- und Kunstbestände des Südtiroler Kulturzentrums wurden 2000 vom Südtiroler Landesarchiv angekauft.